# Tyrell Blanks
Tyrell Blanks (...) è un ex giocatore di football americano statunitense che ha giocato come wide receiver.